# Paseo Olas Altas

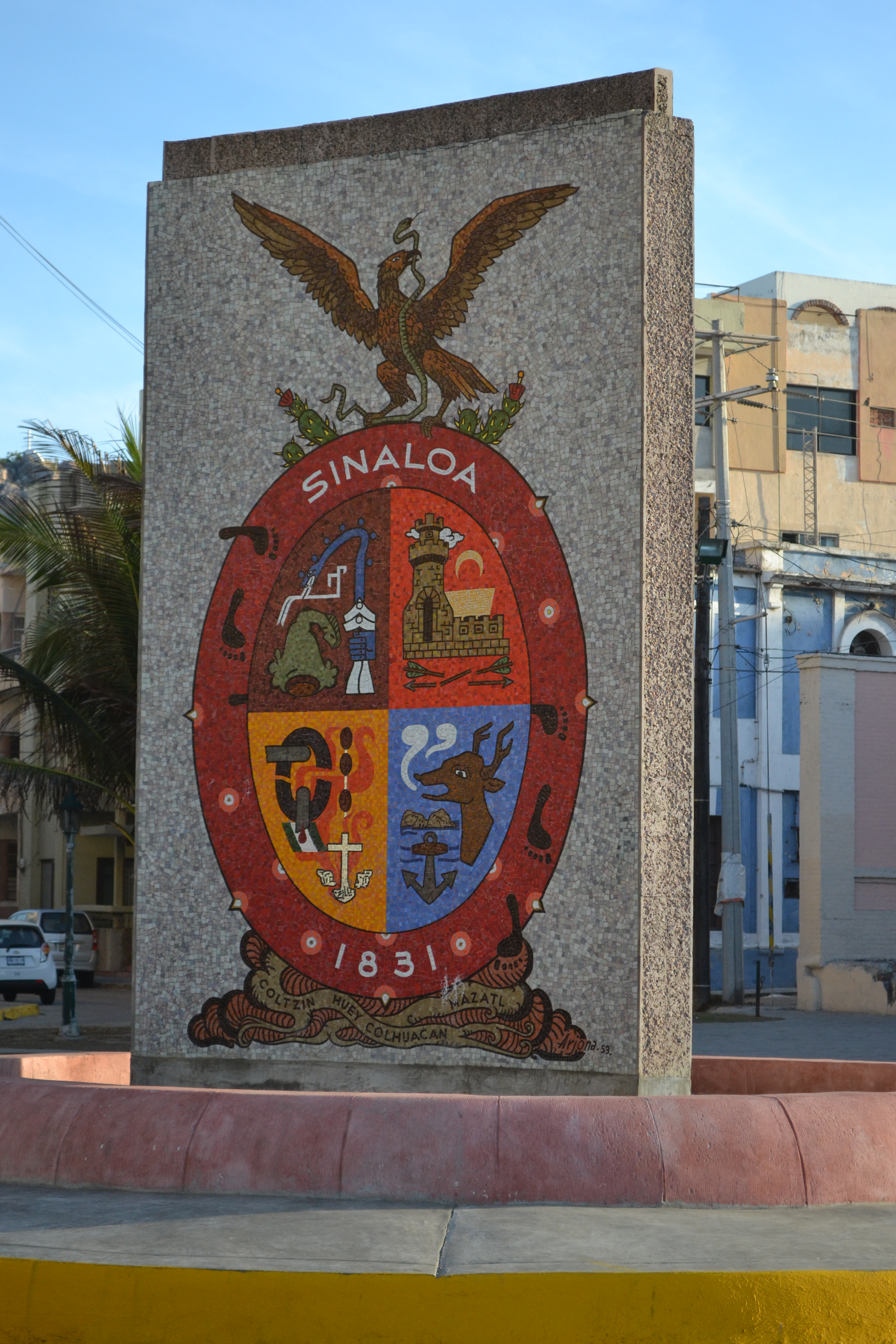
Stein auf dem Paseo Olas Altas mit dem Wappen des Bundesstaates Sinaloa

Der Paseo Olas Altas (dt. Hohe-Wellen-Promenade) ist eine Straße in der mexikanischen Hafenstadt Mazatlán und die einzige der alten Straßen der Stadt, die ihren ursprünglichen Namen beibehalten hat. Sie führt entlang des südlichsten Strandes von Mazatlán; der gleichnamigen Playa Olas Altas. Der Name Olas Altas rührt von den hohen Wellen, die die hiesige Bucht zu einem beliebten Treffpunkt für in- und ausländische Surfer machen. Der Strand gilt insofern als geheimnisvoll, als sich seine Lage zweimal im Jahr von Norden nach Süden und von Süden nach Norden verschiebt.

## Der Straßenverlauf
Die Promenade beginnt im Süden – sozusagen als „Fortsetzung“ des Paseo del Centenario – am Zusammentreffen mit der Straße Covarrubias und endet im Norden am Zusammentreffen mit der Ángel Flores.
Das erste Haus des Paseo Olas Altas ist die Escuela Primaria Josefa Ortiz de Domínguez, die den kompletten Block von der Straße Covarrubias bis zur nächsten Querstraße Miguel Alemán einnimmt. Die älteste Schule Mazatlans wurde im Oktober 1878 gegründet, war bald über verschiedene Gebäude der Stadt verstreut und befindet sich seit 1920 konzentriert an ihrer heutigen Stelle. Zu den bekanntesten Schülerinnen und Schülern gehören die Dichterin Elenita Vázqeuz, der Baseballspieler Wálter Silva und die Ballerina Nelly de Ponzo.
Am Zusammentreffen mit der Avenida Miguel Alemán befindet sich ein dreieckiges Steinmonument, auf dem die Wappen der Stadt Mazatlán und des Bundesstaates Sinaloa eingearbeitet sind.
Hinter der nächsten Querstraße Doctor Héctor González Guevara befindet sich das Hotel Best Western Posada Freeman Express. Unmittelbar dahinter verläuft die calle Sixto Osuna, unter deren Nummer 76 sich das Museo Arqueológico de Mazatlán befindet.
Im nächsten Abschnitt des Paseo Olas Altas befindet sich das traditionsreiche Hotel Belmar (an Hausnummer 166). Das älteste noch bestehende Hotel der Stadt beherbergte vor allem in den 1950er Jahren eine Reihe von Hollywoodgrößen und Stars wie John Wayne, Robert Mitchum, Tyrone Power, Bing Crosby, Robert Taylor und Rita Hayworth.
Den gesamten Block zwischen den beiden nächsten Querstraßen Constitución und Mariano Escobedo sowie der im Osten parallel zum Paseo Olas Altas verlaufenden calle Venus nimmt das Justizgebäude des Poder Judicial de la Federación ein. Im nächsten Abschnitt befindet sich das Hotel La Siesta und an der Ecke zur nächsten Querstraße Malpica das im Hotelkomplex integrierte Restaurant El Shrimp Bucket, das bereits 1963 eröffnet wurde.
An der Stelle, wo der Paseo Olas Altas in Richtung Westen abbiegt und seine letzten Meter zurücklegt und die Querstraßen Malpica (in Richtung Osten) und Olas (in Richtung Norden) zusammentreffen, befindet sich die Skulptur El Venadito, dem Namensgeber der Stadt.
Auf der Nordseite des restlichen Abschnitts des Paseo Olas Altas befindet sich das Gebäude des Secretaria de Turismo Gobierno del Estado. Es endet an der Querstraße General Ángel Flores, an der auch der Paseo Olas Altas endet und durch den Paseo Claussen „fortgesetzt“ wird.

## Geschichte
Dass der Paseo OIas Altas direkt an der Escuela Primaria Josefa Ortiz de Domínguez beginnt und unmittelbar hinter der Straße Covarrubias in den Paseo del Centenario übergeht, hat historische Gründe. Denn als die Straße ursprünglich angelegt wurde, reichte der Cerro de la Cruz noch fast bis zur heutigen Escuela Josefa Ortiz de Domínguez. In Richtung Norden gab es noch keinen Paseo Claussen und der Zipfel des Cerro de la Nevería reichte bis hinab zum Meer. Auch die calle Ángel Flores gab es damals noch nicht.
Die Verbreiterung des Paseo Olas Altas sowie die Errichtung der Anschlussstraßen Paseo del Centenario in südlicher und des Paseo Claussen in nördlicher Richtung, die beide entlang der ins Meer reichenden Felstrassen führen, erfolgte erst in der Mitte des 19. Jahrhunderts. Bis dahin war der Paseo Olas Altas eine eher enge Straße, auf der es kaum möglich war, dass zwei Fahrzeuge aneinander vorbeifuhren. Die Bucht bot keinerlei Schutz vor hohen Fluten und der Strand begann bereits kurz hinter der Straße.
Im Oktober 1895 wurden die Promenade und einige Häuser an ihrer Seite durch ein Unwetter schwer beschädigt.